# Dorsum Von Cotta
Il Dorsum Von Cotta è una catena di creste lunari intitolata al geologo tedesco Carl Bernard von Cotta nel 1976. Si trova nel Mare Serenitatis e ha una lunghezza di circa 199 km.